# Cornelia Schmidt-Liermann
Cornelia Schmidt-Liermann (Buenos Aires, 6 de noviembre de 1963) es una abogada y política argentina, que desde el 10 de diciembre de 2011 hasta el 10 de diciembre de 2019 fue Diputada de la Nación por Propuesta Republicana y la alianza Cambiemos, dónde fue presidente de la Comisión de Relaciones Exteriores y Culto, vicepresidente de la Comisión de Prevención de Adicciones y Control del Narcotráfico, como también la presidencia del Grupo Parlamentario de Amistad con Alemania.

## Biografía

### Primeros años
Nació el 6 de noviembre de 1963 en la ciudad de Buenos Aires. Sus padres fueron Gita Hinners y Diethart Otto Schmidt-Liermann, dos inmigrantes oriundos de Alemania. Schmidt-Liermann se recibió de Bachiller en Ciencias y Letras del Colegio alemán Goethe, tras ello se radicó de vuelta en su Buenos Aires natal. 

### Carrera política
Schmidt-Liermann fue asesora del fallecido legislador de la Ciudad de Buenos Aires, Gerardo Ingaramo, quien la nombró Directora de la Comisión de Justicia de la Legislatura Porteña en 2010. Un año más tarde en las elecciones legislativas ocupó el segundo lugar en la lista de PRO por la Ciudad de Buenos Aires, En 2016 se vio involucrada en una investigación por la falsa acusación por la oposición de propiedad de una empresa que tenía sede en Panamá con oficinas en Uruguay.
En las elecciones presidenciales del 2015 renovó su banca en la Cámara de Diputados, ocupando el cuarto lugar en la lista Cambiemos de Capital Federal, encabezada por Patricia Bullrich. En 2018  una investigación reveló gastos millonarios en pasajes al exterior con dinero público por parte de legisladores encabezados por Pinedo, Lospenato y Liberman.
Desde el 7 de junio de 2017 presidió la Comisión de Relaciones Exteriores de la Cámara Baja, tras la renuncia de Elisa Carrió. Se opone al gobierno de Nicolás Maduro.

### Proyectos de ley

#### Ley de Semillas
En mayo de 2018, Cornelia Schmidt-Liermann, fue autora de la Ley de semillas y creaciones fitogenéticas.
Como titular de la comisión de relaciones exteriores  participó de la Cumbre de Presidentes del Mercosur de julio de 2019.

## Publicaciones
- Las conferencias de prensa en la Argentina[17]

En 2023 fue designada junto a decenas de funcionarios del macrismo en nuevos puestos por Javier Milei. En 2024 el periodismo revelaría
corrupción dentro del PSA donde altos mandos realizaban uso discrecional de los recursos de la PSA utilizan vehículos oficiales para fines personales, manipulan registros de asistencia, falsifican partes médicos y usufructúan tarjetas de combustible como si fueran propias con complicidad del director nacional de la PSA, Alfredo Hernán Gallardo, y de la directora de Control Policial, Cornelia Schmidt-Liermann.